# Bologna Football Club 1985-1986
Questa voce raccoglie le informazioni riguardanti il Bologna Football Club nelle competizioni ufficiali della stagione 1985-1986.

## Stagione
Nella stagione 1985-1986 nel Bologna vi sono alcune novità, il presidente Giuseppe Brizzi si fa da parte ed il nuovo presidente è l'imprenditore bresciano Luigi Corioni che vuole sulla panchina felsinea Carlo Mazzone. In campionato tiene un passo regolare, raccoglie 19 punti nel girone di andata, un punto a partita, nel ritorno ne raccoglie 22, senza trovare lo scatto per inserirsi nella lotta al vertice. Al termine raccoglie un onorevole sesto posto. Salgono l'Ascoli, il Brescia ed il L.R. Vicenza, in piena estate, dopo i verdetti del totonero-bis, in luogo del L.R. Vicenza sarà l'Empoli, che si era piazzato al quarto posto con 45 punti, a disputare la Serie A.
Nel Bologna si è particolarmente messo in evidenza il centravanti Loris Pradella con 14 reti realizzate in stagione, delle quali 2 in Coppa Italia e 12 reti in campionato. Nella Coppa Italia il Bologna disputa il quinto girone di qualificazione, che promuove ai quarti di finale il Pisa ed il Verona, vince due partite interne con il Piacenza e con il Verona che sfoggia lo scudetto sul petto.

## Divise e sponsor
Lo sponsor tecnico per la stagione 1985-86 fu Ennerre, mentre lo sponsor ufficiale fu Idrolitina.
| Casa | Trasferta | 1ª portiere |

## Organigramma societario
Area direttiva
- Presidente: Luigi Corioni
- Segretario: Gianluigi Farnè
- Medico sociale: dott. Giampaolo Dalmastri

Area tecnica
- Direttore sportivo: Nello Governato
- Allenatore: Carlo Mazzone
- Preparatore atletico: Andrea Garulli

## Rosa

Il neoacquisto Loris Pradella, migliore marcatore stagionale dei bolognesi

| N. |                   | Ruolo | Calciatore            |
| -- | ----------------- | ----- | --------------------- |
|    | Italia (bandiera) | P     | Enrico Cavalieri      |
|    | Italia (bandiera) | P     | Gianluca Pagliuca     |
|    | Italia (bandiera) | P     | Giuseppe Zinetti      |
|    | Italia (bandiera) | D     | Fabio Ferri           |
|    | Italia (bandiera) | D     | Sergio Lancini        |
|    | Italia (bandiera) | D     | Gianluca Luppi        |
|    | Italia (bandiera) | D     | Giovanni Milanesi     |
|    | Italia (bandiera) | D     | Claudio Ottoni        |
|    | Italia (bandiera) | D     | Alessandro Quaggiotto |
|    | Italia (bandiera) | C     | Riccardo Bellotto     |
|    | Italia (bandiera) | C     | Walter De Vecchi      |

| N. |                   | Ruolo | Calciatore          |
| -- | ----------------- | ----- | ------------------- |
|    | Italia (bandiera) | C     | Francesco Gazzaneo  |
|    | Italia (bandiera) | C     | Bruno Limido        |
|    | Italia (bandiera) | C     | Giancarlo Marocchi  |
|    | Italia (bandiera) | C     | Enrico Nicolini     |
|    | Italia (bandiera) | C     | Giacomo Piangerelli |
|    | Italia (bandiera) | C     | Attilio Sorbi       |
|    | Italia (bandiera) | C     | Piergiorgio Tovoli  |
|    | Italia (bandiera) | A     | Marco Fida          |
|    | Italia (bandiera) | A     | Lorenzo Marronaro   |
|    | Italia (bandiera) | A     | Domenico Marocchino |
|    | Italia (bandiera) | A     | Loris Pradella      |

## Risultati

### Campionato

#### Girone di andata
| Arbitro: | Gabbrielli (Prato) |

|                         |           |                |
| Ronzani 29’ Roselli 64’ | Marcatori | 88’ Marocchino |

| Arbitro: | Lamorgese (Potenza) |

|              |           |  |
| Pradella 15’ | Marcatori |  |

| Arbitro: | Pellicanò (Reggio Calabria) |

|                      |           |             |
| De Vecchi 80’ (rig.) | Marcatori | 63’ Zennaro |

| Arbitro: | Pirandola (Lecce) |

|                                              |           |                                   |
| Lucchetti 7’ Mascheroni 10’ El. Nicolini 17’ | Marcatori | 35’ (rig.) De Vecchi 47’ Pradella |

| Arbitro: | Gabbrielli (Prato) |

|                    |           |  |
| Bencina 71’ (aut.) | Marcatori |  |

| Monza 13 ottobre 1985 6ª giornata | Monza           | 0 – 0 | Bologna | Stadio Gino Alfonso Sada\| Arbitro: \| Ongaro (Rovigo) \| |
| Arbitro:                          | Ongaro (Rovigo) |       |         |                                                           |

| Arbitro: | Frigerio (Milano) |

|            |           |  |
| Brondi 35’ | Marcatori |  |

| Arbitro: | Novi (Pisa) |

|           |           |  |
| Sorbi 78’ | Marcatori |  |

| Arbitro: | Pellicanò (Reggio Calabria) |

|             |           |  |
| Ascagni 64’ | Marcatori |  |

| Arbitro: | Esposito (Torre del Greco) |

|                          |           |                  |
| Marronaro 33’ Ottoni 60’ | Marcatori | 4’ (rig.) Traini |

| Trieste 17 novembre 1985 11ª giornata | Triestina         | 0 – 0 | Bologna | Stadio Giuseppe Grezar\| Arbitro: \| Mattei (Macerata) \| |
| Arbitro:                              | Mattei (Macerata) |       |         |                                                           |

| Arbitro: | Gava (Conegliano) |

|                            |           |                  |
| Marronaro 10’ Pradella 28’ | Marcatori | 57’ Della Pietra |

| Arbitro: | Ongaro (Rovigo) |

|           |           |            |
| Sorbi 47’ | Marcatori | 51’ Muraro |

| Arbitro: | Bruschini (Firenze) |

|  |           |                        |
|  | Marcatori | 47’ Pradella 53’ Sorbi |

| Arbitro: | Da Pozzo (Monza) |

|  |           |              |
|  | Marcatori | 8’ Montesano |

| Arbitro: | Luci (Firenze) |

|             |           |  |
| Barbuti 14’ | Marcatori |  |

| Bologna 5 gennaio 1986 17ª giornata | Bologna             | 0 – 0 | Genoa | Stadio Renato Dall'Ara\| Arbitro: \| Lamorgese (Potenza) \| |
| Arbitro:                            | Lamorgese (Potenza) |       |       |                                                             |

| Arbitro: | Pellicanò (Reggio Calabria) |

|                     |           |  |
| Morbiducci 41’, 54’ | Marcatori |  |

| Arbitro: | D'Innocenzo (Roma) |

|                   |           |  |
| Pradella 45’, 50’ | Marcatori |  |

#### Girone di ritorno
| Bologna 26 gennaio 1986 20ª giornata | Bologna        | 0 – 0 | Pescara | Stadio Renato Dall'Ara\| Arbitro: \| Tarallo (Como) \| |
| Arbitro:                             | Tarallo (Como) |       |         |                                                        |

| Roma 2 febbraio 1986 21ª giornata | Lazio          | 0 – 0 | Bologna | Stadio Olimpico\| Arbitro: \| Luci (Firenze) \| |
| Arbitro:                          | Luci (Firenze) |       |         |                                                 |

| Arbitro: | Gava (Conegliano) |

|              |           |  |
| Cipriani 64’ | Marcatori |  |

| Arbitro: | Redini (Pisa) |

|              |           |              |
| F. Ferri 28’ | Marcatori | 75’ Bertozzi |

| Arbitro: | Coppetelli (Tivoli) |

|                    |           |                                     |
| Finardi 35’ (rig.) | Marcatori | 8’ Pradella 61’ (rig.) En. Nicolini |

| Bologna 2 marzo 1986 25ª giornata | Bologna            | 1 – 0 | Monza | Stadio Renato Dall'Ara\| Arbitro: \| Fabricatore (Roma) \| |
| Arbitro:                          | Fabricatore (Roma) |       |       |                                                            |

| Arbitro: | Da Pozzo (Monza) |

|                          |           |  |
| Pradella 1’ F. Ferri 88’ | Marcatori |  |

| Arbitro: | Tuveri (Cagliari) |

|                              |           |  |
| Majo 45’ (rig.) Pallanch 77’ | Marcatori |  |

| Arbitro: | Redini (Pisa) |

|            |           |           |
| Limido 55’ | Marcatori | 70’ Gobbo |

| Arbitro: | Frigerio (Milano) |

|             |           |              |
| Barozzi 45’ | Marcatori | 1’ Marronaro |

| Arbitro: | Testa (Prato) |

|              |           |  |
| Pradella 22’ | Marcatori |  |

| Arbitro: | Sguizzato (Verona) |

|               |           |            |
| Parpiglia 12’ | Marcatori | 43’ Ottoni |

| Arbitro: | Magni (Bergamo) |

|              |           |  |
| Ugolotti 90’ | Marcatori |  |

| Arbitro: | Ongaro (Rovigo) |

|                                 |           |            |
| Sorbi 10’ (rig.) Marocchino 80’ | Marcatori | 34’ Annoni |

| Cagliari 18 maggio 1986 34ª giornata | Cagliari           | 1 – 0 | Bologna | Stadio Sant'Elia\| Arbitro: \| Bianciardi (Siena) \| |
| Arbitro:                             | Bianciardi (Siena) |       |         |                                                      |

| Arbitro: | Magni (Bergamo) |

|                                              |           |  |
| Pradella 4’, 48’ De Vecchi 54’ Marronaro 87’ | Marcatori |  |

| Arbitro: | Da Pozzo (Monza) |

|  |           |               |
|  | Marcatori | 57’ Marronaro |

| Arbitro: | Mattei (Macerata) |

|                                                         |           |                  |
| Pradella 10’ De Vecchi 36’ Quaggiotto 56’ Marronaro 60’ | Marcatori | 67’, 83’ Allievi |

| Arbitro: | Redini (Pisa) |

|            |           |  |
| Borghi 21’ | Marcatori |  |

### Coppa Italia

#### Quinto girone
| Arbitro: | Da Pozzo (Monza) |

|                                    |           |  |
| Kieft 61’ (rig.) Fabbri 85’ (aut.) | Marcatori |  |

| Arbitro: | Greco (Lecce) |

|                   |           |                                        |
| Pradella 66’, 89’ | Marcatori | 23’ Galluzzo 34’ Finardi 88’ Bongiorni |

| Arbitro: | Casarin (Milano) |

|              |           |  |
| Marocchi 49’ | Marcatori |  |

| Parma 1º settembre 1985 4ª giornata | Parma            | 0 – 0 | Bologna | Stadio Ennio Tardini\| Arbitro: \| Baldas (Trieste) \| |
| Arbitro:                            | Baldas (Trieste) |       |         |                                                        |

| Arbitro: | Ongaro (Rovigo) |

|                                      |           |              |
| De Vecchi 47’ (rig.) Piangerelli 82’ | Marcatori | 4’ Simonetta |

## Statistiche

### Statistiche di squadra
| Competizione | Punti | In casa | In casa | In casa | In casa | In casa | In casa | In trasferta | In trasferta | In trasferta | In trasferta | In trasferta | In trasferta | Totale | Totale | Totale | Totale | Totale | Totale | DR |
| Competizione | Punti | G       | V       | N       | P       | Gf      | Gs      | G            | V            | N            | P            | Gf           | Gs           | G      | V      | N      | P      | Gf     | Gs     | DR |
| ------------ | ----- | ------- | ------- | ------- | ------- | ------- | ------- | ------------ | ------------ | ------------ | ------------ | ------------ | ------------ | ------ | ------ | ------ | ------ | ------ | ------ | -- |
| Serie B      | 41    | 19      | 12      | 6       | 1       | 27      | 10      | 19           | 3            | 5            | 11           | 10           | 19           | 38     | 15     | 11     | 12     | 37     | 29     | +8 |
| Coppa Italia | 5     | 3       | 2       | 0       | 1       | 5       | 4       | 2            | 0            | 1            | 1            | 0            | 2            | 5      | 2      | 1      | 2      | 5      | 6      | -1 |
| Totale       |       | 22      | 14      | 6       | 2       | 32      | 14      | 21           | 3            | 6            | 12           | 10           | 21           | 43     | 17     | 12     | 14     | 42     | 35     | +7 |

### Statistiche dei giocatori
| Giocatore      | Serie B  | Serie B | Serie B     | Serie B    | Coppa Italia | Coppa Italia | Coppa Italia | Coppa Italia | Totale   | Totale | Totale      | Totale     |
| Giocatore      | Presenze | Reti    | Ammonizioni | Espulsioni | Presenze     | Reti         | Ammonizioni  | Espulsioni   | Presenze | Reti   | Ammonizioni | Espulsioni |
| -------------- | -------- | ------- | ----------- | ---------- | ------------ | ------------ | ------------ | ------------ | -------- | ------ | ----------- | ---------- |
| R. Bellotto    | 13       | 0       | ?           | ?          | ?            | ?            | ?            | ?            | 13+      | 0+     | ?           | ?          |
| E. Cavalieri   | 3        | -3      | ?           | ?          | ?            | ?            | ?            | ?            | 3+       | -3+    | ?           | ?          |
| W. De Vecchi   | 33       | 5       | ?           | ?          | ?            | ?            | ?            | ?            | 33+      | 5+     | ?           | ?          |
| F. Ferri       | 24       | 2       | ?           | ?          | ?            | ?            | ?            | ?            | 24+      | 2+     | ?           | ?          |
| M. Fida        | 13       | 0       | ?           | ?          | ?            | ?            | ?            | ?            | 13+      | 0+     | ?           | ?          |
| F. Gazzaneo    | 30       | 0       | ?           | ?          | ?            | ?            | ?            | ?            | 30+      | 0+     | ?           | ?          |
| S. Lancini     | 23       | 0       | ?           | ?          | ?            | ?            | ?            | ?            | 23+      | 0+     | ?           | ?          |
| B. Limido      | 22       | 1       | ?           | ?          | ?            | ?            | ?            | ?            | 22+      | 1+     | ?           | ?          |
| G. Luppi       | 31       | 0       | ?           | ?          | ?            | ?            | ?            | ?            | 31+      | 0+     | ?           | ?          |
| G. Marocchi    | 33       | 0       | ?           | ?          | ?            | ?            | ?            | ?            | 33+      | 0+     | ?           | ?          |
| D. Marocchino  | 27       | 2       | ?           | ?          | ?            | ?            | ?            | ?            | 27+      | 2+     | ?           | ?          |
| L. Marronaro   | 31       | 6       | ?           | ?          | ?            | ?            | ?            | ?            | 31+      | 6+     | ?           | ?          |
| G. Milanesi    | 1        | 0       | ?           | ?          | ?            | ?            | ?            | ?            | 1+       | 0+     | ?           | ?          |
| E. Nicolini    | 32       | 1       | ?           | ?          | ?            | ?            | ?            | ?            | 32+      | 1+     | ?           | ?          |
| C. Ottoni      | 38       | 2       | ?           | ?          | ?            | ?            | ?            | ?            | 38+      | 2+     | ?           | ?          |
| G. Piangerelli | 2        | 0       | ?           | ?          | ?            | ?            | ?            | ?            | 2+       | 0+     | ?           | ?          |
| L. Pradella    | 37       | 12      | ?           | ?          | ?            | ?            | ?            | ?            | 37+      | 12+    | ?           | ?          |
| A. Quaggiotto  | 31       | 1       | ?           | ?          | ?            | ?            | ?            | ?            | 31+      | 1+     | ?           | ?          |
| A. Sorbi       | 26       | 4       | ?           | ?          | ?            | ?            | ?            | ?            | 26+      | 4+     | ?           | ?          |
| P. Tovoli      | 1        | 0       | ?           | ?          | ?            | ?            | ?            | ?            | 1+       | 0+     | ?           | ?          |
| G. Zinetti     | 35       | -26     | ?           | ?          | ?            | ?            | ?            | ?            | 35+      | -26+   | ?           | ?          |